# Elaphria cadema
Elaphria cadema là một loài bướm đêm trong họ Noctuidae.